# ミリアナ・スポリアリッチ・エッゲー

ミリアナ・スポリアリッチ・エッゲー

ミリアナ・スポリアリッチ・エッゲー（英語: Mirjana Spoljaric Egger）は、スイスの外交官。国連開発計画（UNDP）の副総裁、UNDPヨーロッパ・独立国家共同体地域事務所の所長。彼女は2018年8月に国連事務総長によってこの役職に任命され、 2018年10月に就任。2022年10月1日、彼女は赤十字国際委員会の総裁を務める最初の女性となる。

## 人生と仕事
エッゲーは、バーゼル大学とジュネーブ大学で哲学、経済学、国際法を学んだ。彼女は修士号を取得して勉強を終えた。その後、バーゼル大学法学部で研究助手として働らく。2000年に、スイス連邦外務省に、ベルンやニューヨークを含む、さまざまな役職を歴任。2004年から2006年まで、彼女はルツェルン大学の社会学部でグローバルガバナンスについて教えた。
彼女は当初エジプトのカイロのスイス大使館で働き、欧州復興開発銀行と中央および東ヨーロッパの原子力安全の事務局長を務めた。2010年から2012年まで、エガーは国際連合パレスチナ難民救済事業機関（UNRWA）の国連委員会事務局の上級顧問としてアンマンに配属。
最近では、国連および国際機関の部門の大使、代表として、国連改革と国連予算に関する交渉、国連安全保障理事会、国連総会、国連経済社会理事会、国連平和統合委員会、国連人権理事会、そして国連薬物犯罪事務所等でスイスを代表した。
2021年11月、赤十字国際委員会の理事会は、2022年10月1日からペーター・マウラーの代わりに、赤十字国際委員会の第15代総裁としてエガーを選出した。この地位として最初の女性となる。